# Vasile Huțanu
Vasile Huțanu (ur. 1 czerwca 1954 w Bukareszcie, zm. 24 lutego 2014 w Sfântu Gheorghe) – rumuński hokeista. Kilka dni przed śmiercią został odznaczony tytułem mistrza sportu Rumunii. Jego brat Gheorghe również był hokeistą.

## Kariera klubowa
W latach 1968–1976 był zawodnikiem Dinama Bukareszt, a w latach 1976-1986 grał w CSA Steaua Bukareszt. Z tym drugim klubem ośmiokrotnie zdobywał mistrzostwo kraju (1977-1978, 1980, 1982-1986) i puchar Rumunii (1977-1978, 1980-1982, 1984-1986).

## Kariera reprezentacyjna
Wraz z rumuńską kadrą wziął udział w igrzyskach olimpijskich w 1976, na których reprezentacja zajęła 7. miejsce, a Huțanu rozegrał 5 spotkań i strzelił 1 gola.

## Śmierć i pogrzeb
Zmarł 24 lutego 2014 w Sfântu Gheorghe. Jego pogrzeb odbył się dwa dni później na cmentarzu Cimitirul Ghencea 3 w Bukareszcie.